# Arthur Sénéry-Besnard

Sainte-Marie d’Eaubonne, 1929

Arthur Sénéry-Besnard (* 25. April 1881 in Vineuil; † 10. November 1952 in Eaubonne) war ein französischer Landschafts- und Dekorationsmaler.

## Leben
Sénéry-Besnard wurde 1881 in Vineuil im Département Loir-et-Cher als Sohn des Louis Désiré Besnard (1848-) und dessen Ehefrau Joséphine Eugénie Audebert (1853–1914) geboren. Nach dem Schulabschluss leistete er 1902 seinen Militärdienst ab und ließ sich anschließend zunächst in Paris (2 avenue de Clichy) nieder, wo er noch 1915 nachweisbar ist. Zwischen 1916 und 1919 zog er nach Eaubonne. Dort wirkte er bis zu seinem Tod 1952 als Landschaftsmaler und Dekorateur. Seit 1920 war er mit Rachel Bastien verheiratet. Sénéry-Besnard war Mitglied des Gemeinderats (conseiller municipal) und wurde am 24. März 1948 zum Delegierten für die Revision der Wählerliste der Handwerkskammer ernannt.
Anfang der 1920er Jahre hielt sich Sénéry-Besnard wiederholt auf Korsika auf. Von den zahlreichen Bildern, die in dieser Zeit in der Umgebung von Ajaccio entstanden, stellte er 1924 35 in der Compagnie Française du Tourisme in Paris aus (unter anderem „Blühende Mimosen“, „Blick auf die Schlachthöfe“). 1927 folgte eine Ausstellung in der Pariser Galerie La Boétie. In den 1930er und 1940er Jahren war er regelmäßig im Salon des Artistes Indépendants vertreten. 1938 reichte er beim Salon des Artistes Indépendants ein Gemälde mit dem Titel „Bucht von Ajaccio“ ein, desgleichen 1943 die Bilder „Golf von Chioni“ (Korsika) und „Les Sanguinaires“.
Die Gemeinde Eaubonne beauftragte ihn 1929 mit der Anfertigung von fünf Gemälden mit Ansichten der Kommune, die sich heute mit einem weiteren Werk des Künstlers in den Archives municipales befinden. Im gleichen Jahr erhielt Sénéry-Besnard den Auftrag zur Dekoration des überdachten Hofs der neuen Mädchenschulgruppe (die heutige Ecole élémentaire Jean-Macé).
Sénéry-Besnard stiftete 1937 Gemälde für das Comité pour l'Espagne libre, um Waisenkinder des Spanischen Bürgerkriegs zu unterstützen.